# 플로틸라
플로틸라(Flotilla)는 브렌든 청(Brendon Chung)의 스튜디오 블렌도 게임스가 개발한 2010년의 턴제 전략 우주 전투 비디오 게임이다. 이 게임은 마이크로소프트 윈도우용으로 스팀에, 엑스박스 360용으로 엑스박스 라이브 인디 게임스에 2010년 3월 출시되었다. 플로틸라는 마이크로소프트의 XNA 도구들로 디자인되었으며 개발은 동물 외에 추축군과 연합군, 아컴 호러와 같은 보드 게임의 영향을 받았다. 이 게임에서 플레이어는 무작위로 만들어지는 은하로 모험을 떠나게 된다.

## 게임플레이

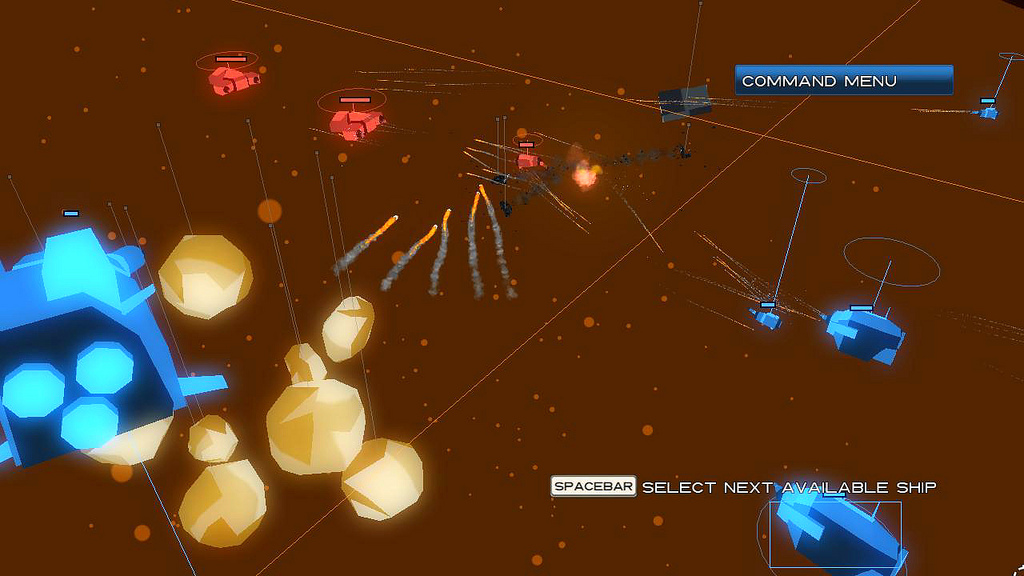
플로틸라는 플레이어와 인공의 적들이 자신들의 우주선에 30초마다 명령을 내린 뒤 실시간으로 명령을 지켜볼 수 있게 한다.

플로틸라는 무작위로 만들어지는 은하를 배경으로 하는 3차원 동시 턴제 전략 우주 전투 비디오 게임이다. 플레이어, 그리고 컴퓨터에 의해 제어되는 적들은 30초 주기로 우주선에 명령을 내린다. 그 뒤 게임은 멈추고 플레이어와 적은 새로운 명령을 우주선에 내리며 이후 또 다시 30초 간 명령이 수행된다. 이 과정은 한쪽이 무너질 때까지 반복된다.

## 개발

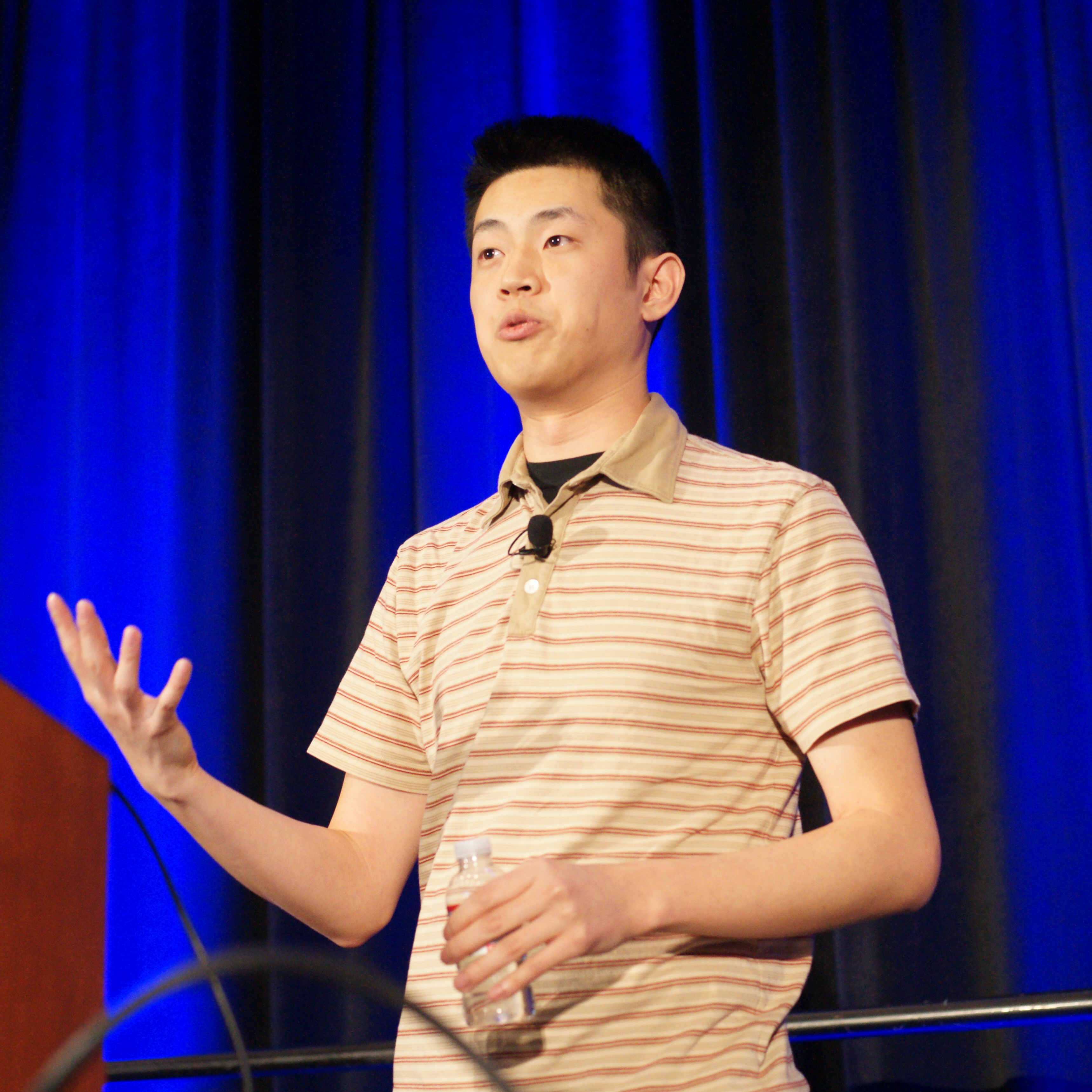
플로틸라의 개발자 브렌든 청

플로틸라는 브렌든 청의 비디오 게임 스튜디오 블렌도 게임스가 개발하였다. 팬더믹 스튜디오스의 레벨 디자이너로 일했던 청은 과거에 풀 스펙트럼 워리어(2004년), 반지의 제왕: 컨퀘스트(2009년)의 개발에도 참여했다.

## 평가
| 평가 |        |
| --- | ------ |
| 통합 점수 통합사 점수 메타크리틱 72/100 [ 4 ] 평론 점수 평론사 점수 에지 7/10 [ 5 ] 게임존 7.0/10 [ 6 ] PC 게이머 (UK) 78/100 [ 2 ] PC 게이머 (US) 81/100 [ 7 ] PC 존 71/100 [ 8 ] |        |
| 통합 점수 |        |
| 통합사 | 점수   |
| 메타크리틱 | 72/100 |
| 평론 점수 |        |
| 평론사 | 점수   |
| 에지 | 7/10   |
| 게임존 | 7.0/10 |
| PC 게이머 (UK) | 78/100 |
| PC 게이머 (US) | 81/100 |
| PC 존 | 71/100 |